# Legio XX (Cesare)
La legio XX di Cesare era un'unità militare romana di epoca tardo repubblicana, la cui origine è da collegarsi all'inizio della guerra civile, quando venne costituita da Gaio Giulio Cesare (marzo del 49 a.C.). Il suo simbolo era il capricorno e il cinghiale.

## Storia
La sua formazione è da collegarsi allo scoppio della guerra civile. Venne formata da Cesare con cittadini romani dell'Italia romana oppure con i pompeiani arresisi al termine dell'assedio di Corfinio. Questa legione venne infatti creata, molto probabilmente insieme ad altre quattro: la XVI, XVII, XVIII e XIX.
Poco sappiamo di questa legione fino alla morte di Cesare (44 a.C.), che potrebbe essere stata sciolta prima della scomparsa del dittatore. Venne riformata ed integrata nell'esercito di Ottaviano tra il 41 ed il 31 a.C.. Sembra, inoltre, che venne impiegata nella provincia romana della Spagna Ulteriore, partecipando attivamente alle campagne militari contro le popolazioni iberiche degli anni 36-32 a.C.. In seguito alla riorganizzazione augustea dell'intero esercito romano, continuò a rimanere in Spagna, confluendo nella legio XX Valeria Victrix.